# Bulevar del Ferrocarril
El Bulevar del Ferrocarril es una avenida de la ciudad de Burgos, cuyo diseño urbanístico se debe al estudio de arquitectos Herzog & de Meuron y al estudio de paisajismo MDP Michel Desvigne Paysagiste. El bulevar se levanta en los terrenos que hasta finales de 2008 ocupaban las vías férreas que cruzaban la ciudad de oeste a este.

## Origen
Hasta diciembre de 2008, el ferrocarril Madrid-Hendaya atravesaba la ciudad de Burgos de oeste a este por la zona Sur. Cuando se construyó, a mediados del siglo XIX, la zona estaba apenas urbanizada, pero con el paso de las décadas, el crecimiento urbanístico incontrolado e irresponsable cercó las vías. Apenas existían calles paralelas a las vías que separasen estas de las viviendas, y las pocas que existían, apenas eran callejones o estrechas vías de un solo sentido en mal estado y las protecciones al acceso a las vías eran muros de ladrillo y hormigón con vallas metálicas, cuyo mantenimiento fue muy escaso. Así mismo, tampoco se reservó espacio para la construcción de pasos superiores e inferiores, por lo que en los pasos a nivel se concentraba cada vez más tráfico, provocando muchos atropellos, infracciones y aglomeraciones, dificultando el tránsito por la zona sur del centro de la ciudad de Burgos. En toda la ciudad llegó a haber hasta 10 pasos a nivel, 2 de los cuales estaban entre los puestos 3º y 4º de los pasos más peligrosos de toda la red ferroviaria.

### Coste y financiación
De acuerdo con el convenio firmado entre Renfe (luego Adif), el Ministerio de Fomento y el Ayuntamiento de Burgos, el coste de las obras de urbanización del antiguo trazado urbano del ferrocarril valorado en 95 millones de euros, sería sufragado por el Ayuntamiento de Burgos. Para ello contaría con las plusvalías originadas por la venta de los terrenos desafectados por el ferrocarril. 
Por este motivo, la ordenación urbanística de estos terrenos previó un urbanismo excesivamente denso, con el fin de conseguir el mayor beneficio con el que pagar las obras.
Aun así, el estallido de la llamada burbuja inmobiliaria en la segunda mitad de la primera década del siglo, hizo caer fuertemente el interés por estos suelos, y los ingresos por las ventas de las parcelas resultantes han sido muy inferiores a lo esperado.
Esto ha causado un fortísimo endeudamiento en el propio Ayuntamiento de Burgos y en el Consorcio creado junto con las cajas de ahorros locales (Caja de Burgos y Caja Círculo, hoy tranformadas en los bancos CaixaBank e Ibercaja), con una muy compleja resolución.

### Denominación
En origen, la Avenida de Valencia del Cid (dicha calle solo es un tramo del actual bulevar) era una calle paralela a las vías del tren, que serviría para separar estas de la zona habitada. Como tal estaba prevista en diferentes planes urbanísticos, pero finalmente, quedó como una calle estrecha.
En marzo de 2010, el  Partido de Castilla y León (PCAL), propuso denominar el Bulevar "Miguel Delibes", en recuerdo al escritor recientemente fallecido. El Equipo de Gobierno rechazó esta propuesta y recordó que su denominación oficial será "Bulevar del Ferrocarril".
De hecho, aunque no posee nombre oficial hasta la inauguración final, el nombre aceptado por el ayuntamiento es el de "Bulevar Ferroviario".

## Extensión
El Bulevar discurre desde el Barrio del Pilar hasta la Estación de Burgos Rosa de Lima, abarcando las antiguas vías hasta el Polígono Industrial de Gamonal-Villímar, donde coincide con las calles Juan Ramón Jiménez y Esteban Sáez de Alvarado, junto con la Avenida Príncipes de Asturias. Dado que el antiguo trazado ferroviario ha sido una fuerte barrera urbana, el Bulevar no atraviesa barrios, sino que los bordea: Huelgas-El Pilar, San Pedro y San Felices, Centro-Sur, San Julián (junto a la Residencia Universitaria de San Agustín), El Crucero-San José, Capiscol, Sector G-9, Gamonal y Villímar. La configuración es de un carril por sentido entre el hospital del rey y la Cellophane, así como de Las Veguillas a Fuente del prior, de 3 carriles (derecho carril bici, central carril bus taxi, izquierdo para el resto de vehículos) de Cellophane hasta las Veguillas, el entorno de Gamonal es de dos carriles por sentido desde Fuente del Prior hasta la Avenida Juan Ramón Giménez.
Los tramos del bulevar ferroviario coincidentes con la Avenida Príncipes de Asturias, Esteban Sáez de Alvarado y parte de Juan Ramón Jiménez no formaron parte del trazado urbano del ferrocarril. Fueron urbanizados previamente al llamado bulevar, y no tienen ningún tipo de cohesión formal o estructural con él, más allá de una pretendida continuidad funcional, no obstante, el entorno de la estación de ferrocarril tiene la misma estructura del bulevar en cuanto a aceras, iluminación, bancos y plantaciones. 
Parte de su trazado discurre por una gran zona verde: los Parque de la Quinta y Fuente del Prior.

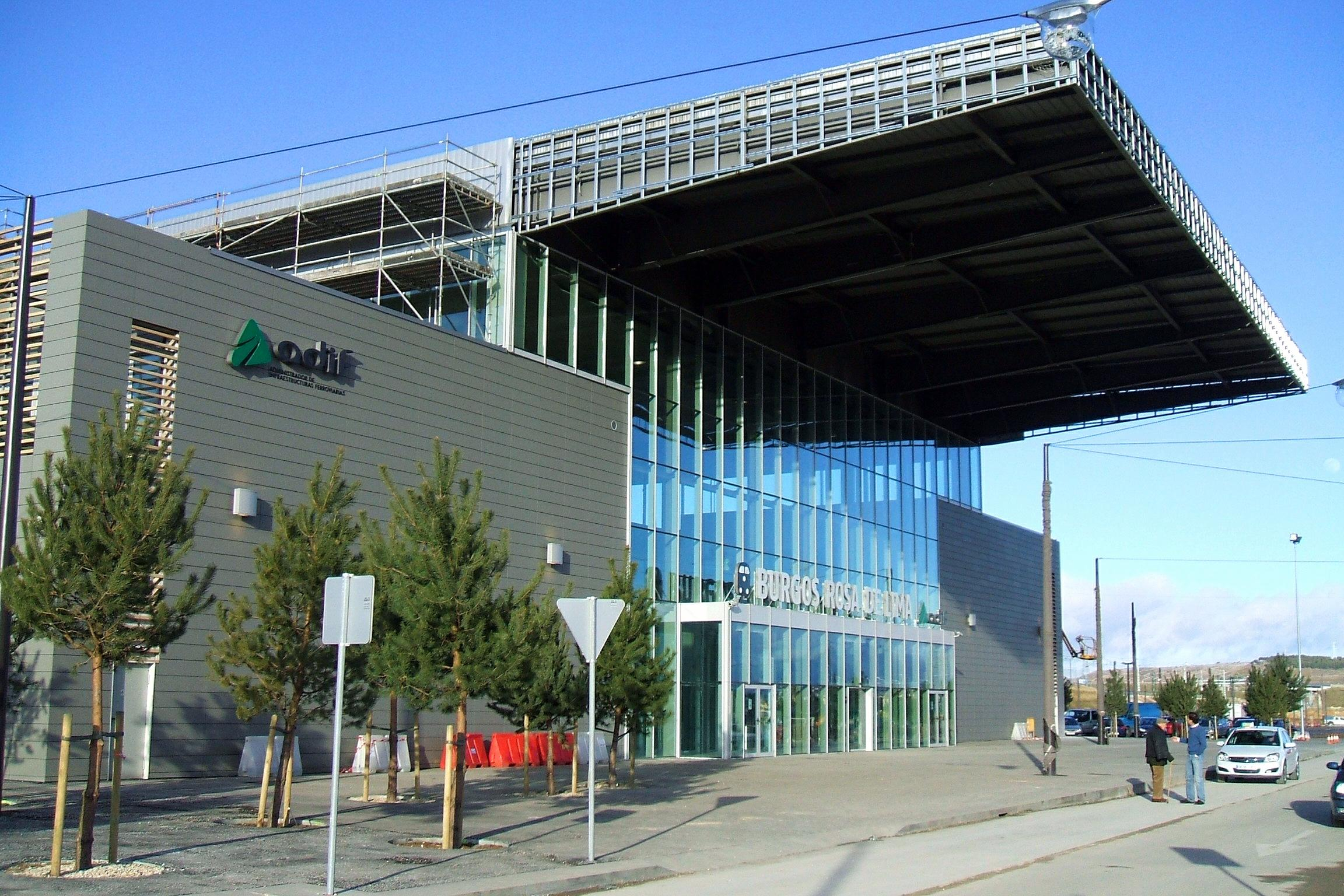
El Bulevar finaliza en la Estación Burgos Rosa de Lima. Esta zona es la primera que se urbanizó según el diseño de Herzog Y De Meuron (superficies, iluminación, plantaciones, etc.)

## ElMasterplande Herzog y de Meuron
La urbanización se organiza según un proyecto denominado Masterplan, elaborado por el estudio suizo de arquitectos Herzog & de Meuron. El proyecto incluye la construcción de edificios en los alrededores de la nueva Avenida, y en especial, en los terrenos que ocupaban las antiguas instalaciones ferroviarias.
El "Masterplan" es también un ambicioso programa de recalificación de suelos con el fin de obtener las plusvalías necesarias para la financiación del propio bulevar y la variante del ferrocarril.

### Nuevos desarrollos urbanísticos

#### Ciudad del AVE
La denominada Ciudad del AVE consistía en una línea de torres situadas entre la Avenida Príncipes de Asturias y el nuevo trazado ferroviario. Estos edificios, construidos en fila, tenían como objeto constituir un hito en la entrada a la ciudad; de hecho, la previsión de Herzog y De Meuron es que la altura de los edificios se incrementara según se encontrasen más cerca de la Estación.
Finalmente, este proyecto se ha visto fuertemente perjudicado por la crisis económica y de la construcción y parece que no hay demasiado interés en levantarla. Las torres no se pueden construir porque no hay ni financiación para las promotoras ni crédito para los compradores.
Además, este fracaso muestra el absoluto desconocimiento por parte del equipo de Herzog y De Meuron de la realidad social e inmobiliaria de la ciudad de Burgos, planteando un fastuoso complejo de oficinas y comercio en las afueras de una ciudad que ni en lo más alto del ciclo económico expansivo tuvo capacidad para ocupar el parque de suelo terciario ya existente en centro urbano.

#### Antigua Estación
El edificio de viajeros de la antigua Estación de Ferrocarril ha sido rehabilitado y reformado para servir como centro municipal de ocio infantil y juvenil.
En los terrenos ferroviarios está prevista la construcción de edificios de uso residencial y terciario con forma de prisma. Se dispondrán de manera que se permita un pasillo visual, manteniendo la visión del Casco Histórico (principalmente la Catedral) desde el cerro de San Zoles.

### Conservación de elementos ferroviarios

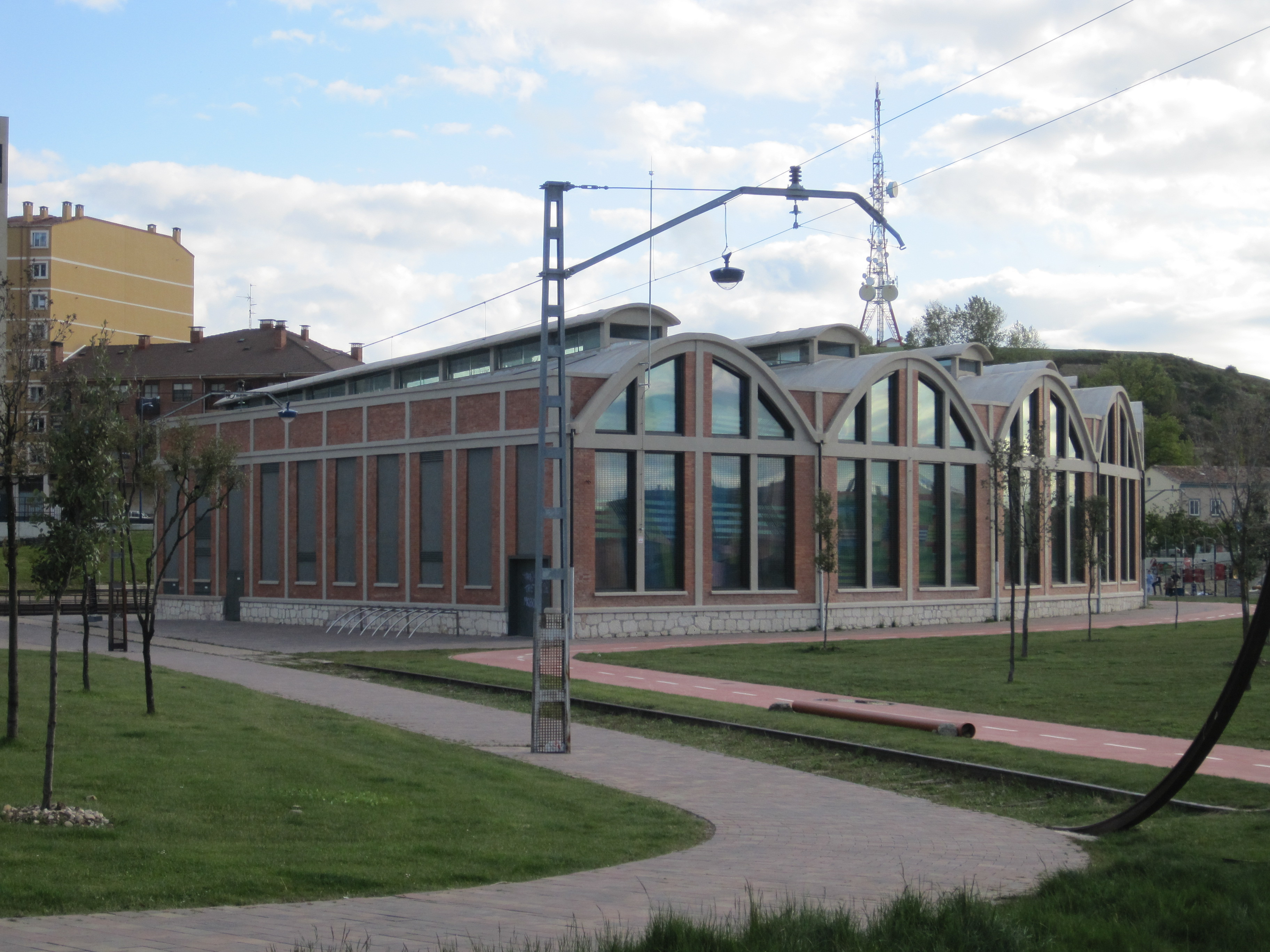
El Centro de Creación Musical es el nuevo uso que se ha dado al antiguo depósito de locomotoras. Se ha conservado la rotonda de distribución, así como catenarias, postes, raíles y otros elementos ferroviarios.

Una de los elementos más destacables es que se mantiene un ambiente ferroviario a lo largo del Bulevar. Así, la iluminación se basa en luminarias suspendidas de una maraña de cables que recuerda a la catenaria.
El antiguo edificio de viajeros de la Estación de Ferrocarril, construida a principios del siglo XX, se conserva. Tras barajar diversas posibilidades, se ha optado por transformarla en un centro de ocio infantil y juvenil, con una importante superficie dedicada a bar-restaurante. También se mantendrá la plaza de la Estación, caracterizada por una rotonda con unas grandes secuoyas.
El antiguo depósito de locomotoras ha sido conservado y transformado en Centro de Creación Musical, inaugurado en septiembre de 2009. Como complemento, se ha mantenido una rotonda para distribución, partes de raíl, una plataforma, los postes de catenaria y se ha señalizado el trazado de las vías. Alrededor se ha construido un parque con motivos ferroviarios. El proyecto de reforma del depósito de locomotoras no es del equipo Herzog y de Meuron, sino del estudio burgalés AU Arquitectos.
Por el contrario, el edificio en su momento destinado a dormitorio de personal ferroviario, y que más tarde albergó la oficina de la Cruz Roja, fue derribado, junto con la lamparería que sirvió como edificio para personal de la renfe, al igual que los andenes y las marquesinas de la antigua estación para construir el trazado del bulevar, recientemente fueron también derribados las antiguas viviendas de ferroviarios y la central de correos debido a la construcción de nuevas viviendas, ubicadas detrás de las antiguas naves de mercancías.
Al Este del antiguo Edificio de Viajeros y formando un continuo con este se encuentran dos naves destinadas a mercancías abandonadas muchos años antes del cierre de la antigua estación y del trazado ferroviario por el centro. Existía una nave intermedia que fue derribada en 2010, actualmente las naves se encuentran en un grave estado de deterioro por nulo mantenimiento, sin posibilidad alguna de acceder, pese a su reciente cambio del tejado. Una de las dos (La más lejana a la estación se pensaba construir un centro de información de caja Laboral, conservando su fisonomía, pero no salió dicho contrato.
En la playa fluvial de Fuente del prior, se ha conservado el viaducto de 4 arcos sobre el río Arlanzón para uso peatonal y ciclista, para la circulación de vehículos se han construido dos viaductos paralelos.

### Zonas verdes
El Masterplan prevé la creación de nuevas zonas verdes, mediante plantaciones no alineadas, frente a lo habitual en las ciudades. En total, se plantarán más de seis mil árboles, de especies como pino quejigo, roble, encina o haya, entre otras.
Por otro lado, se ha actuado sobre el Parque de la Nevera, situado a una altura superior respecto al Bulevar. La diferencia se ha solventado mediante un talud en el que se han plantado árboles y plantas herbáceas. La comunicación entre ambas alturas tiene lugar mediante escaleras, rampas y un tobogán. En este punto, el Bulevar traza una curva para reducir el efecto de vía rápida. Además, la curva permite resaltar el Monasterio de Santa Clara, cuya fachada posterior se encuentra frente al Parque de la Nevera.
La Calle Covarrubias ha sido peatonalizada, se ha eliminado el aparcamiento y se han plantado árboles. Esta calle se sitúa también junto al Monasterio de Santa Clara, lo que ayuda a dar relieve al conjunto monástico. Por otro lado, se han instalado fuentes en el muro del Monasterio.
El Bulevar sustituirá parte de la actual Carretera de Fuentes Blancas, por lo que ese tramo será suprimido y formará parte de la zona verde que rodea.
Al Oeste de la Estación de Ferrocarril se construirá, junto con los rascacielos de la Ciudad del Ave, el Parque de la Vía Aquitania, que supondrá dar a conocer los restos de esta vía romana.
En la ejecución de las obras de ajardinamiento participó el paisajista burgalés Jorge Villalmanzo quien, tras su muerte en 2012, dio nombre a una extensa zona verde aledaña al Bulevar, en el barrio de Capiscol y junto al río Arlanzón, donde se plantaron ciento veinte fresnos. En 2021 en Ayuntamiento de Burgos decidió dar el nombre del pintor Román García a otros jardines del Bulevar.

### Aparcamientos
Como característica singular de este proyecto tenemos la ausencia de aparcamientos, justificada como una de las reflexiones del diseño de este proyecto de Jacques Herzog, Pierre de Meuron, Christine Binswanger, Nils Sanderson o Michel Desvigne.

## Transporte público
Los arquitectos autores del proyecto han apostado por la implementación de un tranvía. El Ayuntamiento, si bien inicialmente era partidario de esa opción o de otro tipo de medio de transporte de gran capacidad, finalmente ha aparcado este proyecto debido al alto valor presupuestario, estimado en más de 100 millones de euros. Como ya se ha comentado se baraja otra alternativa más económica, alrededor de 20 millones, como es la de los autobuses híbridos -Bus Rapid Transit (BRT)-. Unos vehículos que también transitarían por una plataforma reservada, aunque con la posibilidad de circular por calzadas normales.
Dentro del abanico de alternativas se encuentran modos de transporte colectivo que combinan características de autobús y tranvía, como puede ser el Translhor o el Civis, pero por el momento los carriles destinados a transporte público serán utilizados por autobuses urbanos. Una importante desventaja del tranvía sería que su itinerario discurre al margen del Casco Histórico y en general, de las zonas más habitadas de la ciudad.
A partir del corte de la antigua Carretera de Fuentes Blancas, en septiembre de 2010, las líneas de autobuses urbanos 17, 26 y 27, así como la M-8, comenzaron a circular por el Bulevar.
El 28 de marzo de 2011 se estableció un servicio gratuito de autobús urbano que unía la Plaza de España con las Casillas, por el Bulevar. El día 29 de abril fue el último en que funcionó dicho servicio.
Actualmente el bulevar es utilizado casi en su totalidad por la línea 22 de autobús urbano que conecta el HUBU con las Huelgas y Parralillos, en las proximidades de la Universidad de Burgos, aprovechando el carril bus-taxi en gran parte de su trazado. No obstante, también utilizan parte del tramo las líneas 20 (Plaza España- Fuentes Blancas) y la línea 17 (Plaza España- Fuentes Blancas solo en Verano)

## Evolución de las obras

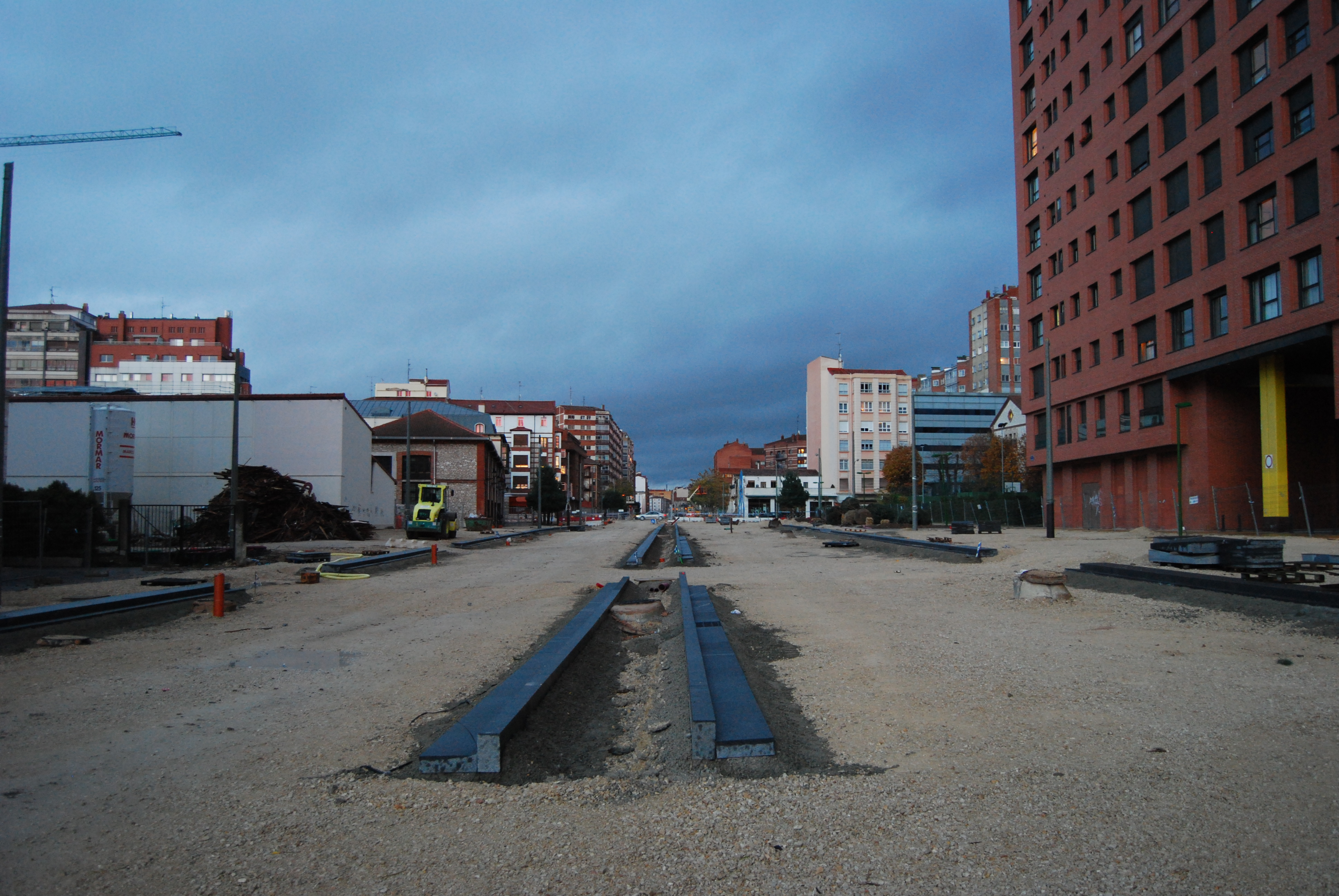
Obras del Bulevar en noviembre de 2010. Tramo entre las calles de Santa Dorotea y Madrid

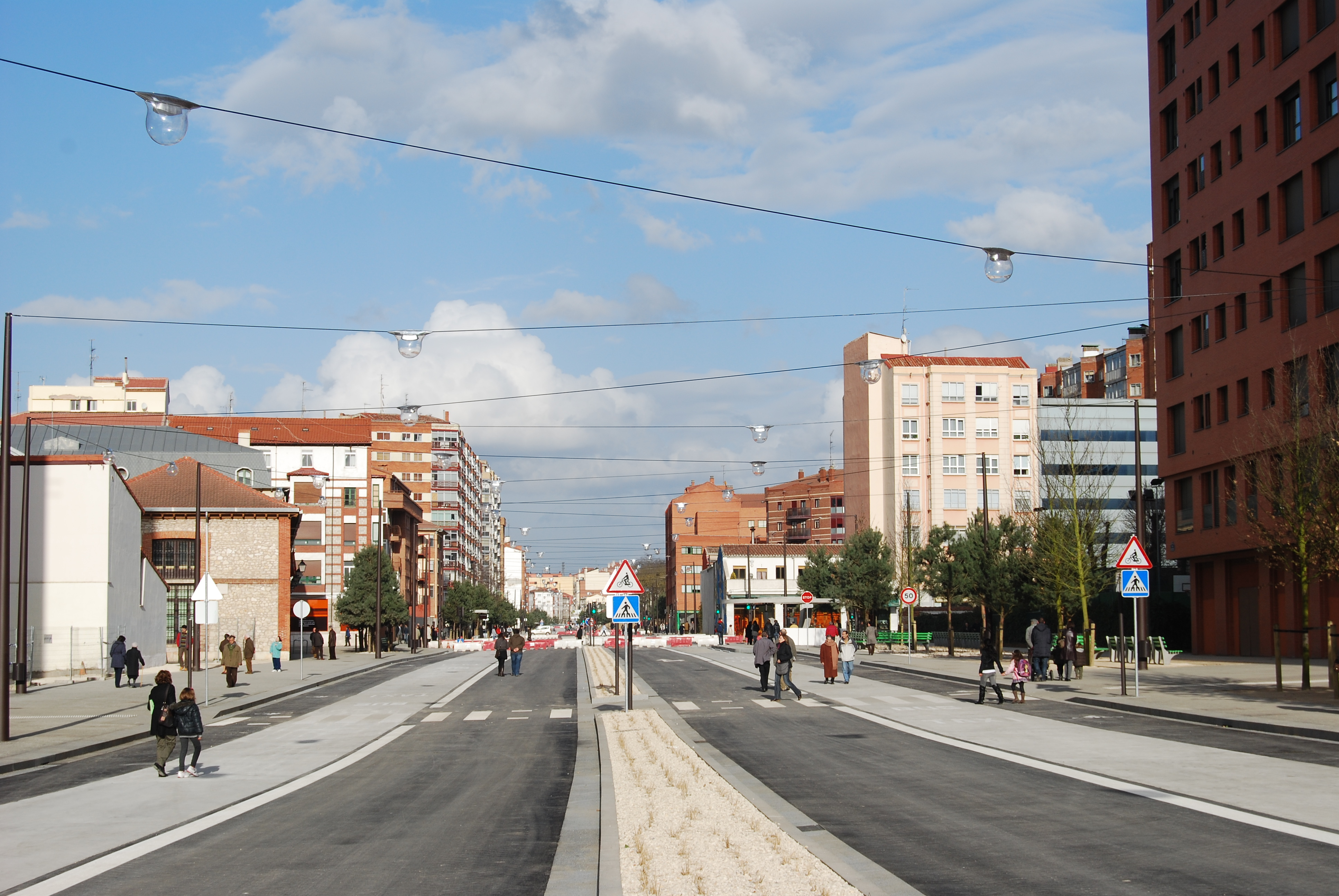
El tramo entre Santa Dorotea y la Calle Madrid, abierto al público en marzo de 2011

- Diciembre de 2008: Inauguración de la nueva Estación de Ferrocarril. Cierre de la antigua. Comienzo del desmantelamiento de la catenaria y de los raíles.[13]

- Febrero de 2010: Derribo del paso superior sobre las vías, situado junto a la Escuela Universitaria de Relaciones Laborales.[14] Este paso fue construido por Renfe en los años sesenta, el Ayuntamiento debía construir las rampas de acceso, pero nunca lo hizo, por lo que la estructura ha permanecido décadas sin uso.

- Marzo de 2010: Derribo de los muros que separan las antiguas vías en las calles de San Julián y Santa Dorotea. Corte al tráfico de la Avenida de Valencia.[15]

- Julio de 2010: Labores de derribo de edificios y viejas estructuras, a la vez que el levantamiento del suelo y canalizaciones.

- Julio 2010: Se dispone de una zona de pruebas en la que se testea el resultado de elementos que configurarán el bulevar, como las paradas del transporte público o el color de las aceras.[16]

- Septiembre de 2010. Apertura de un pequeño tramo, entre la Carretera de Cortes (antiguo paso a nivel de Las Veguillas) y el Puente del Vivero, que será derribado.[17] Esta parte del Bulevar sustituye al tramo paralelo de la Carretera de Fuentes Blancas.

- Septiembre de 2010. Derribo de las marquesinas de los andenes de la antigua Estación.[18]

- Octubre de 2010. Derribo de las antiguas oficinas de Cruz Roja, un edificio anteriormente dedicado a alojamiento de personal ferroviario.[19]

- Marzo de 2011. El día 25 se inauguró el tramo 3, entre El Carmen y Las Casillas. Es el tramo más céntrico, conocido como "El Cañón", con una longitud de algo menos de un kilómetro.[20] A partir del día 28, se estableció un servicio de autobús gratuito[21]

- Mayo de 2011. Se inauguró otro tramo de forma parcial (solo vehículos), el comprendido entre las Casillas y la Quinta .

- Octubre de 2011. Se inaugura por completo el tramo comprendido entre las Casillas y la Quinta (hasta la glorieta de Fuente del Prior).[22]

- Diciembre de 2011. El 15 de diciembre se inaugura el tramo 1 "Antigua estación", entre la Calle Sta Dorotea y la Calle Gumiel de Izán (Barrio de Celofán)

- 12 de abril de 2012: Se inaugura el tramo Fuente Prior-Capiscol-Gamonal. Con la apertura de este tramo, queda unida la ciudad de este a oeste.

- 29 de abril de 2012. Puesta en marcha de la línea 22 del Servicio de Transportes, que recorre el Bulevar desde La Sedera hasta la calle Juan Ramón Jiménez (Posteriormente prolongado hasta el HUBU).

- Enero de 2015. Se abre el tramo comprendido entre la Cellophane y la Calle las Claustrillas en la intersección con el camino Villagramar, con configuración de 1 carril por sentido.

- Abril de 2015. Se abre el tramo comprendido entre el Camino de Villagramar y la Calle Villadiego, con una nueva Glorieta de intersección donde antes se ubicaba un puente de hierro superior sobre dicha calle a la altura de la facultad de Químicas.